# Kesztyűs Loránd
Sarkadi Kesztyűs Loránd Andor (Sarkad, 1915. április 11. – Debrecen, 1979. augusztus 17.) orvos, immunológus, patofiziológus, az orvostudomány kandidátusa (1952) és doktora (1965), a Magyar Tudományos Akadémia rendes tagja. Úttörő szerepet játszott az immunológia tudományának magyarországi önállósodásában, legjelentősebb vizsgálatai az idegrendszer és az immunrendszer közötti élettani viszony tisztázására irányultak. Szintén jelentős volt tudományszervezői munkássága, a három évtizeden keresztül (1948–1979) általa vezetett debreceni egyetemi kórélettani intézet a magyarországi immunológiai kutatások központjává vált.

## Életútja
Orvosi oklevelét 1938-ban szerezte meg a debreceni Tisza István Tudományegyetemen, de már tanulmányai alatt, 1933-tól az élettani és általános kórtani intézetben dolgozott, előbb externistaként, majd 1935-től fizetéstelen gyakornokkként. Oklevele megszerzését követően az intézetben maradt mint díjas gyakornok, később fizetéstelen tanársegéd, az 1942-ig tartó négyéves időszakban belföldi tudományos kutatási ösztöndíjasként. 1942–1943-ban a Collegium Hungaricum ösztöndijával a berlini Humboldt Egyetemen végzett farmakológiai kutatásokat. Visszatérését követően első tanársegéddé nevezték ki debreceni anyaintézetében.
1944–1945-ben átmenetileg tiszaroffi körorvosként tevékenykedett, majd visszatért a debreceni egyetemre, ahol 1947–1948-ban az élettani és általános kórtani intézet igazgatóhelyettese, 1948-tól haláláig a kórélettani intézet igazgatója volt. Ugyancsak 1948-ban nevezték ki az általános kórtan és gyógytan nyilvános rendkívüli, 1950-ben nyilvános rendes tanárává, de egyetemi tanári pályafutása alatt előadásokat tartott az immunológia, orvosbiológia és orvosi mikrobiológia tárgyköréből is. 1950–1951-ben az orvostudományi kar, 1951–1952-ben az önállósult Debreceni Orvostudományi Egyetem (DOTE) dékánja volt, 1959–1963-ban, majd 1967–1973-ban pedig a DOTE rektori tisztét is ellátta. 1962 és 1978 között az Űrkutatási Kormánybizottság orvosbiológiai szakbizottságának tagjaként tevékenykedett.

## Munkássága
Pályája elején Went István munkatársaként az antihormonok – a hormonok hatását gátló antitestek – kutatásával foglalkozott, ennek során egyes hormonokat (pl. tiroxin, adrenalin) és biogén aminokat (pl. hisztamin) fehérjékhez kapcsolva sikerrel állítottak elő immunizáló hatású, allergiás megbetegedések kezelésére alkalmas gyógykészítményeket (pl. Antallerg). Az 1940-es években a hidrogénátvivő szerepű flavinenzimek (pl. sárga légzőferment) antigéntulajdonságait vizsgálta, azaz arra kereste a választ, milyen szerepet játszanak a szervezet immunválaszainak kiváltásában. Ezen kutatásai az enzimellenes antitestek előállítására irányuló legelső hazai kísérletek alapjául szolgáltak.
Pályája későbbi szakaszában behatóan vizsgálta a központi, illetve a környéki idegrendszer és az immunitás közötti viszony természetét, az izomfehérjék (aktin, miozin stb.) és a nyálelválasztás antigenitását (immunológiai jelentőségét) és élettani szerepét. E témára vonatkozó, 1967-ben megjelent összefoglaló művében a korábbi – Pavlov nevével fémjelzett – neurobiológiai felfogással szemben rámutatott arra, hogy az idegrendszer nem játszik szerepet sem az antitestek termelődésében és működésében, sem az anafilaxiás sokk – a szervezet allergiás vagy túlérzékenységi reakciói (pl. Arthus- vagy Schwartzmann-jelenség) – kialakulásában. Első akadémiai székfoglalóját is e témában tartotta meg 1968-ban (A Schwartzmann-jelenség patomechanizmusának vizsgálata).
Élete vége felé az emberi immunitásra vonatkozó vizsgálatait egyre inkább általános immun-biokémiai kutatásai váltották fel. A gerincesek immunrendszerét tanulmányozva behatóan foglalkozott a hipotermia (kritikus testhőmérséklet-csökkenés) hatásával, a sokkot kiváltó és kísérő fiziológiai folyamatokkal, a szöveti anyagcseretermékek felszaporodásával. Magyarországon elsőként végzett az immunsejtreceptorok működésére, valamint az antitest-aktivitással rendelkező fehérjék, az immunglobulinok fragmentumainak biológiai, élettani szerepére vonatkozó kutatásokat. Akadémiai rendes taggá választását követően, 1977-ben A nyúl IgG fragmentumainak biológiai jelentősége címen tartotta meg akadémiai székfoglalóját.
A debreceni kórélettani intézet Kesztyűs vezetése alatt (1948–1979) a kísérletes immunológia magyarországi bázisintézményévé vált. Emellett közreműködött több tudományos társaság megalapításában (Magyar Immunológiai Társaság, Magyar Allergológiai Társaság). Szakpublikációs tevékenysége mellett jelentős, több kiadást megért kórélettani tankönyvek írása és szerkesztése fűződik a nevéhez.

## Társasági tagságai és elismerései
1967-től a Magyar Tudományos Akadémia levelező, 1976-tól rendes tagja volt, 1975 és 1979 között az Orvosi Tudományok Osztályának alelnöki tisztét töltötte be. Számos hazai szakmai társaság vezetésében vett részt: 1951-ben a Magyar Élettani Társaság elnöke, 1966-tól 1970-ig a Magyar Orvostársaságok és Egyesületek Szövetségének (MOTESZ) alelnöke, 1971 és 1978 között a Magyar Immunológiai Társaság alapító elnöke, 1972-től haláláig a Magyar Allergológiai Társaság alelnöke volt.
Tudományos és orvosi munkásságáért 1973-ban Semmelweis-, 1977-ben Went István-emlékérmet vehetett át. 1978-ban Állami Díjat kapott a hazai immunológiai kutatások megteremtése, fejlesztése és szervezése terén végzett munkájáért, valamint kiemelkedő oktató-nevelő tevékenységéért.

## Emlékezete
1981-ben a Magyar Immunológiai Társaság megalapította a Kesztyűs Loránd-emlékérmet 1981-től, amelyet háromévente adományoznak az immunológia, immunbiológia területén kimagasló munkásságú magyar kutatóknak.
A Debreceni Egyetem Orvos- és Egészségtudományi Centrum szoporparkjában 2008 júniusában avatták fel mellszobrát, Györfi Sándor alkotását. Archiválva 2014. május 2-i dátummal a Wayback Machine-ben

## Főbb művei
- A pavlovi nervizmus az immunbiológiában. in: MTA Biológiai és Orvosi Tudományok Osztályának Közleményei 1954. 43–61.
- Az idegrendszer szerepének vizsgálata néhány, bőrön lefolyó reakcióban. in: MTA Biológiai és Orvosi Tudományok Osztályának Közleményei 1956.
- Allergia: Belgyógyászati klinikai és kórélettani tanulmány. Budapest, Medicina, 1961, 344 p. (Fornet Bélával)
- A kórélettan tankönyve. Budapest, Medicina, 1963, 587 p. (Sós Józseffel)
- Immunität und Nervensystem. Budapest, Akadémiai, 1967, 159 p.
- Kórélettan. Budapest, Medicina, 1975, 762 p.
- Kórélettani gyakorlatok: Egyetemi segédtankönyv. Szerk. Kesztyűs Loránd. Budapest, Medicina, 1979, 305 p.
- Kórélettan. Budapest, Medicina, 1982, 686 p. (Hársing Lászlóval)
- Összes művei a Magyar Tudományos Művek Tárában